# اوربیتل
اوربیتل (بلغاری: Орбител) شرکت مخابرات بلغارستانی است، که در سال ۱۹۹۷ تأسیس شد.